# 93. ceremonia wręczenia Oscarów
93. ceremonia wręczenia Oscarów (nagród Amerykańskiej Akademii Sztuki i Wiedzy Filmowej) za rok 2020 i początek 2021 odbyła się 25 kwietnia 2021  w  Los Angeles, równolegle w Dolby Theatre i na dworcu kolejowym Union Station.
Nominacje ogłosili Nick Jonas i jego żona, Priyanka Chopra, 15 marca 2021 roku. Dziesięć razy nominowany był Mank, a po sześć razy: Ojciec, Judasz i Czarny Mesjasz, Minari, Nomadland, Dźwięk metalu i Proces Siódemki z Chicago.
Najwięcej nagród (trzy) zdobył film Nomadland. Po dwie statuetki otrzymały filmy Ojciec, Ma Rainey: Matka bluesa, Judasz i Czarny Mesjasz, Dźwięk metalu, Mank oraz Co w duszy gra.
Według danych opracowanych przez Nielsen Media oglądalność ceremonii w Stanach Zjednoczonych za pośrednictwem telewizji wyniosła zaledwie 9,85 miliona widzów, a sama gala zyskała status ceremonii o najmniejszej liczbie widzów spośród wszystkich ceremonii przyznawania Oscarów transmitowanych w telewizji.

## Laureaci i nominowani
Źródła:
| Najlepszy film | Najlepszy reżyser |
| --- | --- |
| - Nomadland – Frances McDormand, Peter Spears, Mollye Asher, Dan Janvey i Chloé Zhao - Ojciec – David Parfitt, Jean-Louis Livi i Philippe Carcassonne - Judasz i Czarny Mesjasz – Shaka King, Charles D. King, Ryan Coogler - Obiecująca. Młoda. Kobieta. – Ben Browning, Ashley Fox, Emerald Fennell i Josey McNamara - Proces Siódemki z Chicago – Marc Platt i Stuart Besser - Dźwięk metalu – Bert Hamelinick i Sacha Ben Harroche - Mank – Ceán Chaffin, Eric Roth i Douglas Urbanski - Minari – Christina Oh | - Chloé Zhao – Nomadland - Thomas Vinterberg – Na rauszu - David Fincher – Mank - Lee Isaac Chung – Minari - Emerald Fennell – Obiecująca. Młoda. Kobieta. |
| Najlepszy aktor pierwszoplanowy | Najlepsza aktorka pierwszoplanowa |
| - Anthony Hopkins – Ojciec jako Anthony - Riz Ahmed – Dźwięk metalu jako Ruben Stone - Chadwick Boseman – Ma Rainey: Matka bluesa jako Levee Green - Gary Oldman – Mank jako Herman J. Mankiewicz - Steven Yeun – Minari jako Jacob Yi | - Frances McDormand – Nomadland jako Fern - Viola Davis – Ma Rainey: Matka bluesa jako Ma Rainey - Andra Day – Billie Holiday jako Billie Holiday - Vanessa Kirby – Cząstki kobiety jako Martha Weiss - Carey Mulligan – Obiecująca. Młoda. Kobieta. jako Cassandra Thomas |
| Najlepszy aktor drugoplanowy | Najlepsza aktorka drugoplanowa |
| - Daniel Kaluuya – Judasz i Czarny Mesjasz jako Fred Hampton - Sacha Baron Cohen – Proces Siódemki z Chicago jako Abbie Hoffman - Leslie Odom Jr. – Pewnej nocy w Miami jako Sam Cooke - Paul Raci – Dźwięk metalu jako Joe - LaKeith Stanfield – Judasz i Czarny Mesjasz jako William O’Neal | - Youn Yuh-jung – Minari jako Soon-ja - Glenn Close – Elegia dla bidoków jako Bonnie "Mamaw" Vance - Olivia Colman – Ojciec jako Anne - Amanda Seyfried – Mank jako Marion Davies - Marija Bakałowa – Kolejny film o Boracie jako Tutar Sagdiyev |
| Najlepszy scenariusz oryginalny | Najlepszy scenariusz adaptowany |
| - Obiecująca. Młoda. Kobieta. – Emerald Fennell - Judasz i Czarny Mesjasz – Will Berson, Shaka King, Kenneth Lucas i Keith Lucas - Minari – Lee Isaac Chung - Dźwięk metalu – Darius Marder, Abraham Marder i Derek Cianfrance - Proces Siódemki z Chicago – Aaron Sorkin | - Ojciec – Christopher Hampton i Florian Zeller - Pewnej nocy w Miami – Kemp Powers - Nomadland – Chloé Zhao - Biały Tygrys – Ramin Bahrani - Kolejny film o Boracie – Sacha Baron Cohen, Anthony Hines, Dan Swimer, Peter Baynham, Erica Rivinoja, Dan Mazer, Jena Friedman, Lee Kern i Nina Pedrad |
| Najlepszy długometrażowy film animowany | Najlepszy film międzynarodowy |
| - Co w duszy gra – Pete Docter i Dana Murray - Naprzód – Dan Scanlon i Kori Rae - Wyprawa na Księżyc – Glen Keane, Gennie Rin i Peilin Chou - Sekret wilczej gromady – Tomm Moore, Ross Stewart, Paul Young i Stéphan Roelants - Baranek Shaun Film: Farmageddon – Richard Phelan, Will Becher i Paul Kewley | - Na rauszu (Dania); reżyseria: Thomas Vinterberg - Lepsze dni (Hongkong); reżyseria: Derek Tsang - Kolektyw (Rumunia); reżyseria: Alexander Nanau - Człowiek, który sprzedał swoją skórę (Tunezja); reżyseria: Kaouther Ben Hania - Aida (Bośnia i Hercegowina); reżyseria: Jasmila Žbanić |
| Najlepszy pełnometrażowy film dokumentalny | Najlepszy krótkometrażowy film dokumentalny |
| - Czego nauczyła mnie ośmiornica – Pippa Ehrlich, James Reed i Craig Foster - Kolektyw – Alexander Nanau i Bianca Oana - Obóz godności: Rewolucja w życiu niepełnosprawnych – Nicole Newnham, Jim LeBrecht i Sara Bolder - Agent kret – Maite Alberdi i Marcela Santibáñez - Time – Garrett Bradley, Lauren Domino i Kellen Quinn | - Colette – Anthony Giacchino i Alice Doyard - A Concerto Is a Conversation – Ben Proudfoot i Kris Bowers - Do Not Split – Anders Hammer i Charlotte Cook - Hunger Ward – Skye Fitzgerald i Michael Shueuerman - Piosenka dla Latashy – Sophia Nahali Allison i Janice Duncan |
| Najlepszy krótkometrażowy film aktorski | Najlepszy krótkometrażowy film animowany |
| - Dwóch nieznajomych – Travon Free i Martin Desmond Roe - Feeling Through – Doug Roland i Susan Ruzenski - The Letter Room – Elvira Lind i Sofia Sondervan - The Present – Farah Nabulsi - White Eye – Tomer Shushan i Shira Hochman | - Jeśli coś, kocham was – Will McCormack i Michael Govier - Burrow – Madeline Sharafian i Michael Capbarat - Genius Loci – Adrien Mérigeau i Amaury Ovise - Opera – Erick Oh - Yes-People – Gísli Darri Halldórsson i Arnar Gunnarsson |
| Najlepsza scenografia i dekoracja wnętrz | Najlepsze zdjęcia |
| - Mank – Donald Graham Burt i Jan Pascale - Ojciec – Peter Francis i Cathy Featherstone - Ma Rainey: Matka bluesa – Mark Ricker, Karen O’Hara i Diana Sroughton - Nowiny ze świata – David Crank i Elizabeth Keenan - Tenet – Nathan Crowley i Kathy Lucas | - Erik Messerschmidt – Mank - Sean Bobbitt – Judasz i Czarny Mesjasz - Dariusz Wolski – Nowiny ze świata - Joshua James Richards – Nomadland - Phedon Papamichael – Proces Siódemki z Chicago |
| Najlepsza charakteryzacja | Najlepsze kostiumy |
| - Ma Rainey: Matka bluesa – Sergio Lopez-Rivera, Mia Neal i Jamika Wilson - Emma – Marese Langan, Laura Allen i Claudia Stolze - Elegia dla bidoków – Eryn Krueger Mekash, Patricia Dehaney i Matthew Mungle - Mank – Gigi Williams, Kimberley Spiteri i Colleen LaBaff - Pinokio – Dalia Colli, Mark Coulier i Francesco Pegoretti | - Ma Rainey: Matka bluesa – Ann Roth - Emma – Alexandra Byrne - Mank – Trish Summerville - Mulan – Bina Daigeler - Pinokio – Massimo Cantini Parrini |
| Najlepszy montaż | Najlepsze efekty specjalne |
| - Mikkel E.G. Nielsen – Dźwięk metalu - Jorgos Lamprinos – Ojciec - Chloé Zhao – Nomadland - Frédéric Thoraval – Obiecująca. Młoda. Kobieta. - Alan Baumgarten – Proces Siódemki z Chicago | - Tenet – Andrew Jackson, David Lee, Andrew Lockley i Scott Fisher - Love and Monsters – Matt Sloan, Genevieve Camailleri, Matt Everitt i Brian Cox - Niebo o północy – Matthew Kasmir, Christopher Lawren, Max Solomon i David Watkins - Mulan – Sean Faden, Anders Langlands, Seth Maury i Steven Ingram - Jedyny i niepowtarzalny Ivan – Nick Davis, Greg Fisher, Ben Jones i Santiago Colomo Martinez                                                     |
| Najlepsza muzyka | Najlepsza piosenka |
| - Co w duszy gra – Jon Batiste, Trent Reznor i Atticus Ross - Pięciu braci – Terence Blanchard - Mank – Trent Reznor i Atticus Ross - Minari – Emile Mosseri - Nowiny ze świata – James Newton Howard | - „Fight for You” z filmu Judas i Czarny Mesjasz – D’Mile, H.E.R. i Tiara Thomas - „Io sì (Seen)” z filmu Życie przed sobą – Niccolò Agliardi, Laura Pausini i Diane Warren - „Hear My Voice” z filmu Proces Siódemki z Chicago – Celeste i Daniel Pemberton - „Speak Now” z filmu Pewnej nocy w Miami – Sam Ashworth i Leslie Odom Jr. - „Husavik” z filmu Eurovision Song Contest: The Story of Fire Saga – Rickard Göransson, Fat Max Gsus i Savan Kotecha |
| Najlepszy dźwięk | |
| - Dźwięk metalu – Nicolas Becker, Jaime Baksht, Michelle Couttolenc, Carlos Cortes i Philip Bladh - Misja Greyhound – Warren Shaw, Michael Minkler, Beau Borders i David Wyman - Mank – Ren Klyce, Jeremy Molod, David Parker, Nathan Nance i Drew Kunin - Nowiny ze świata – Oliver Tarney, Mike Prestwood Smith, William Miller i John Pritchett - Co w duszy gra – Ren Klyce, Coya Elliot i David Parker | |

## Krytyka
Widzowie krytykowali kolejność kategorii wręczenia nagród oraz In Memoriam, segment upamiętniający zmarłych aktorów i innych pracowników w kinematografii, z powodu zbyt szybkiego tempa jakie narzucił wybrany podkład muzyczny – utwór As w wykonaniu Steviego Wondera.